# 救済土木事業
救済土木事業（きゅうさいどぼくじぎょう）とは、雇用対策の一環として、急を要しない土木事業を行うことで失業者を救済する目的の公共事業である。以下、日本の救済土木事業について述べる。

## 概略
日本においては、斉明天皇2年、中大兄皇子（後の天智天皇）が南槻宮、狂心渠（当時の人々はその意味を理解せず、こう呼んだという）を造った。
豊臣秀吉は大阪城の修復、比叡山の再興、聚楽第の造営、奈良大仏殿の建立、伏見城の造営、鴨川、桂川の築堤その他を行った。
江戸時代、江戸幕府、諸藩によってこの政策は採用されることになり、幕府が直接行ったものには、延宝3年の江戸芝金杉の舟入堀の開鑿、享保18年の江戸城溝の浚渫、道路の修復、寛保2年の利根川、荒川その他の川普請、天保7、8年の浜御殿渠の浚渫、安政2年の焼土運搬その他がある。
大正14(1925)年以降昭和の初頭にかけての約10年間、不況による失業者の増大に対して、政府が救済土木事業を興している。実施主体は、当初東京市などの六大都市が中心となり、後半は府県レベルでも実施している。